# Gommecourt (Yvelines)
Gommecourt es una comuna francesa situada en el departamento de Yvelines, en la región de Isla de Francia.

## Demografía
| 394 | 376 | 405 | 454 | 559 | 567 | 673 |
| Para los censos de 1962 a 1999 la población legal corresponde a la población sin duplicidades (Fuente: INSEE [Consultar]) |     |     |     |     |     |     |